# Сімон Цоллер
Сімон Цоллер (нім. Simon Zoller, нар. 26 червня 1991, Фрідріхсгафен) — німецький футболіст, нападник клубу «Санкт-Паулі».

## Ігрова кар'єра
Народився 26 червня 1991 року в місті Фрідріхсгафен. Розпочав займатись футболом у рідному місті, а з 2005 року навчався в академіях клубів «Штутгарт» та «Ульм 1846». У 2008 році потрапив до структури клубу «Карлсруе СК», де став виступати за дублюючу команлу, в якій провів чотири сезони, взявши участь у 56 матчах чемпіонату.
За першу команду «Карлсруе» дебютував 8 листопада 2010 року у матчі Другої Бундесліги проти «Оснабрюка» (0:0), вийшовши на заміну на 89-й хвилині. Втім у першій команді закріпитись так і не зумів і влітку 2012 року перейшов у «Оснабрюк», у складі якого став основним гравцем і забив 15 голів у 36 матчах Третьої ліги, а клуб не підвищився у класі лише через поразку у матчі плей-оф.
Втім Цоллер таки повернувся у Другу Бундеслігу, оскільки у червні 2013 року уклав чотирирічний контракт з «Кайзерслаутерном». Тут теж Цоллер був основним гравцем атакувальної ланки команди і у 28 матчах забив 13 голів.
Висока результативність Сімона привернула увагу новачка Бундесліги «Кельн», який і придбав гравця за 3 млн євро влітку 2014 року. Втім у новій команді результативність Цоллера впала і у 9 матчаз Бундесліги він забив лише один гол, в результаті чого у січні 2015 року був відданий в оренду назад в «Кайзерслаутерн». Влітку повернувшись у «Кельн» Цоллер таки став основним гравцем у клубі. Станом на 8 серпня 2018 року відіграв за кельнський клуб 85 матчів в національному чемпіонаті.